# Koji Aihara
Koji Aihara (相原 コージ, Aihara Kōji, born 1963 in Hokkaido, Japan) (相原 コージ Aihara Kōji, nascido em 1963 na província de Hokkaido, Japan)  é um mangaká um pouco desconhecido. Ele cresceu lendo os trabalhos de
Osamu Tezuka.
Aihara fez sua estréia com Hachigatsu no Nureta Pantsu em 1983, o qual foi publicado na Weekly Manga Action Magazine. Ele é um dos autores do Even a Monkey Can Draw Manga (Até um Macaco Desenha um Mangá), uma paródia de livro didático que visa satirizar a industria de mangás.
Outros trabalhos mais conhecidos de Aihara são; Bunka Jinrui Gag, Koujien, Mujina e Manka.
Manka tem sido descrita como sendo parecida com um tanka, no qual mostra a variedade das emoções humanas em pouco espaço de um yonkoma. 
Seu trabalho tem sido descrito como uma abertura para novos caminhos para temas de comedia nos mangás, e mostrado com um detalhe meticuloso. Ele também trabalhou em dois jogos de RPG lançados pro Super Famicon; Maka Maka (o qual projetou os personagens) e Idea no Hi (no qual projetou os cenários e o design dos personagens)

## Obras

### Manga
- Hachigatsu no Nureta Pantsu
- Even a Monkey Can Draw Manga
- Bunka Jinrui Gag
- Koujien
- Mujina
- Manka
- Z ~Zed~

### Video games
- Maka Maka
- Day of the Idea